# Jonathan Edwards (atleet)
Jonathan David Edwards (Londen, 10 mei 1966) is een Engelse voormalige atleet, die gespecialiseerd was in het hink-stap-springen. Hij was de eerste atleet die meer dan achttien meter sprong. Hij nam viermaal deel aan de Olympische Spelen en verbeterde driemaal het wereldrecord bij het hink-stap-springen. Zijn laatste maal was in 1995 met 18,29 m in Göteborg. Dit wereldrecord staat nog altijd (peildatum augustus 2024).

## Biografie

### Geen wedstrijden op zondag
Edwards werd als zoon van een Vicaris geboren. Vanuit religieuze overwegingen deed hij niet mee aan wedstrijden op zondag. Om deze reden sloeg hij ook de wereldkampioenschappen van 1991 over. In 1993 was hij na talloze gesprekken met zijn vader milder in deze opvattingen en deed wel mee aan de wereldkampioenschappen, waar hij via de kwalificatiewedstrijden op zondag uiteindelijk brons won.

### Wereld- en olympisch kampioen
In 1995, het jaar van zijn doorbraak, won Jonathan Edwards het hink-stap-springen tijdens de wedstrijd om de Europa Cup met een sprong van 18,43 en al was dat een prestatie waarbij rugwind een te grote rol had gespeeld, het was toch een voorbode van wat er dat jaar te gebeuren stond. Want op de wereldkampioenschappen in Göteborg in augustus werd hij kampioen en brak hij tot tweemaal toe het wereldrecord. Met zijn eerste sprong van 18,16 werd hij officieel de eerste man die de barrière van achttien meter doorbrak, waarna hij deze prestatie ongeveer twintig minuten later liet volgen door een sprong van 18,29. Later zou hij verklaren, dat hij tijdens die WK het gevoel had, dat hij kon springen zo ver als maar nodig was. Hij werd aan het eind van dat jaar door de BBC uitgeroepen tot 'Sports Personality of the Year'.
In 1995 won Edwards het hink-stap-springen tijdens de Europacup-wedstrijd, evenals in 1996, 1997, 1998 en 2002 en tijdens de wereldbeker in 1992 en 2002. Op de Olympische Spelen van 1996 in Atlanta kwam hij als favoriet aan de start, maar werd hij verslagen door Kenny Harrison uit de Verenigde Staten en won hierdoor het zilver. In 2000 won hij op de Olympische Spelen van Sydney daarentegen het goud wel met een afstand van 17,71. In 2001 werd hij opnieuw wereldkampioen en in 2002 Gemenebestkampioen..

### Songs of praise
Op de WK van 2003 in Parijs werd Jonathan Edwards door een enkelblessure teleurstellend twaalfde (16,31) en beëindigde zijn atletiekcarrière. Edwards kreeg werk in de medische sector en presenteerde af en toe het programma Songs of Praise op de BBC, waarbij christelijke liederen gezongen worden. Hij stopte hiermee in 2007, nadat hij had verklaard zijn geloof te zijn kwijtgeraakt.

## Titels

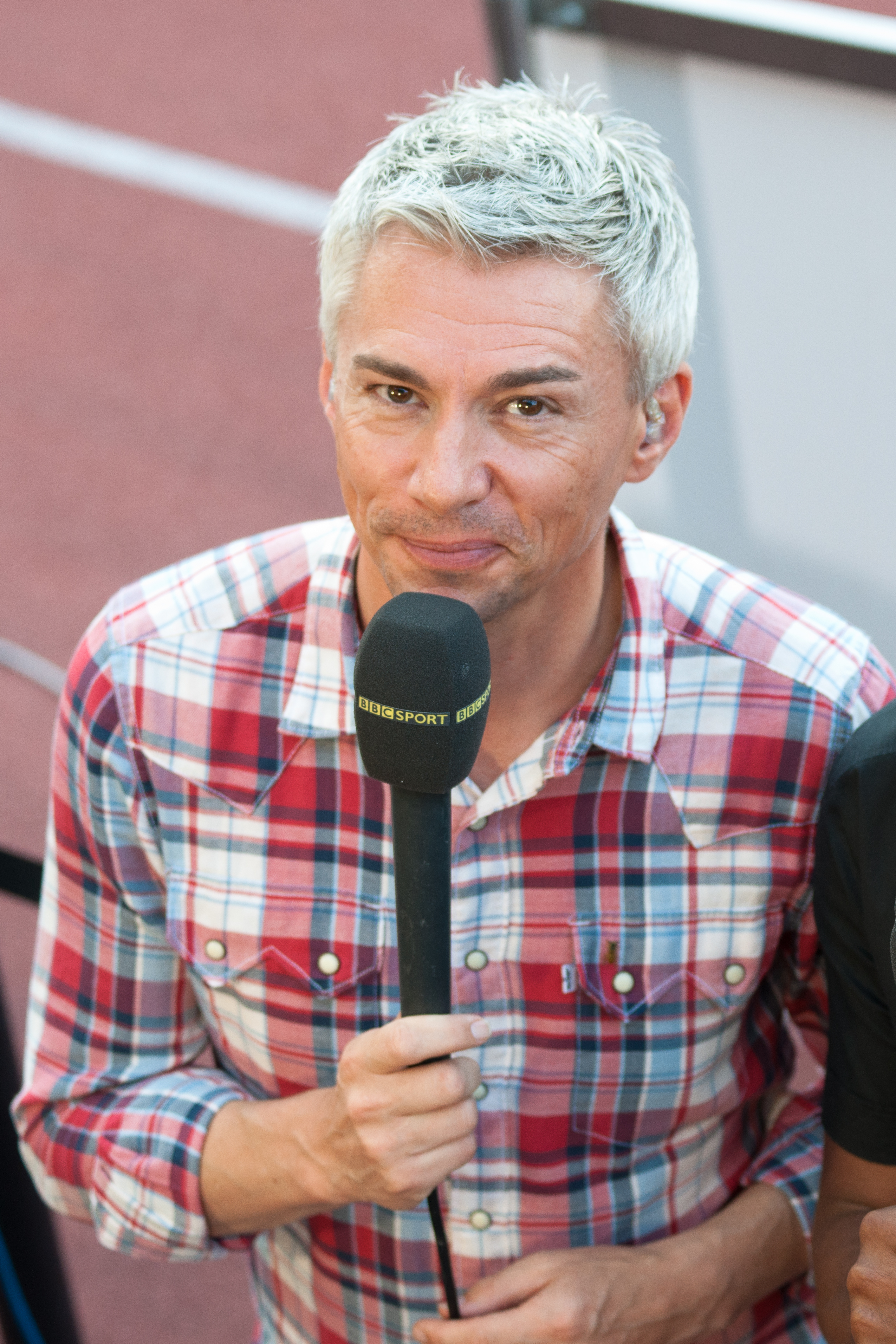
Jonathan Edwards 2012

- Olympisch kampioen hink-stap-springen - 2000
- Wereldkampioen hink-stap-springen - 1995, 2001
- Europees kampioen hink-stap-springen - 1998
- Europees indoorkampioen hink-stap-springen - 1998
- Gemenebestkampioen hink-stap-springen - 2002
- Brits kampioen hink-stap-springen - 1989, 1991, 1994, 1998, 2001

## Persoonlijke records
Outdoor
| Onderdeel          | Prestatie    | Datum           | Plaats   |
| ------------------ | ------------ | --------------- | -------- |
| hink-stap-springen | 18,29 m (WR) | 7 augustus 1995 | Göteborg |
| verspringen        | 7,41 m       | 1992            |          |
| 100 m              | 10,48        | 1996            |          |

Indoor
| Onderdeel          | Prestatie | Datum            | Plaats     |
| ------------------ | --------- | ---------------- | ---------- |
| hink-stap-springen | 17,64 m   | 15 februari 1998 | Birmingham |

## Wereldrecords
| Afstand (m) | Datum           | Plaats    |
| ----------- | --------------- | --------- |
| 17,98 m     | 18 juli 1995    | Salamanca |
| 18,16 m     | 7 augustus 1995 | Göteborg  |
| 18,29 m     | 7 augustus 1995 | Göteborg  |

## Palmares

### hink-stap-springen
Kampioenschappen
- 1989:  Britse (AAA-)indoorkamp. - 15,83 m
- 1989:  Britse (AAA-)kamp. - 16,53 m
- 1989:  Wereldbeker- 17,28 m
- 1990:  Britse (AAA-)kamp. - 16,51 m
- 1991:  Britse (AAA-)kamp. - 16,50 m
- 1992:  Wereldbeker - 17,34 m
- 1993: 6e WK indoor - 16,76 m
- 1993:  WK - 16,44 m
- 1994:  Britse (AAA-)kamp. - 17,39 m
- 1994: 8e Grand Prix Finale - 15,81 m
- 1995:  WK - 18,29 m (WR)
- 1996:  OS - 17,88 m
- 1996:  Grand Prix Finale - 17,59 m
- 1997:  WK - 17,69 m
- 1998:  Britse (AAA-)kamp. - 17,12 m
- 1998:  EK - 17,99 m
- 1999:  WK - 17,48 m
- 2000:  OS - 17,71 m
- 2000:  Grand Prix Finale - 17,12 m
- 2001:  WK indoor - 17,26 m
- 2001:  Britse (AAA-)kamp. - 17,59 m
- 2001:  WK - 17,92 m
- 2002:  Gemenebestspelen - 17,86 m
- 2002:  EK - 17,32 m
- 2002:  Grand Prix Finale - 17,41 m
- 2002:  Wereldbeker - 17,34 m
- 2003: 4e WK indoor - 17,19 m
- 2003: 12e WK - 16,31 m

Golden League-podiumplekken
- 1998:  Bislett Games – 18,01 m
- 1998:  Golden Gala – 17,60 m
- 1998:  Weltklasse Zürich – 17,75 m
- 2000:  Weltklasse Zürich – 17,36 m
- 2002:  Bislett Games – 17,51 m
- 2002:  Meeting Gaz de France – 17,75 m
- 2002:  Golden Gala – 17,25 m
- 2002:  Herculis – 17,59 m
- 2002:  Weltklasse Zürich – 17,63 m

## Onderscheidingen
- IAAF-atleet van het jaar - 1995
- BBC Personality of the Year - 1995
- Europees sportman van het jaar (Frank Taylor Trofee) - 1995
- Europees atleet van het jaar - 1995, 1998

1896: James Connolly ·
1900: Meyer Prinstein ·
1904: Meyer Prinstein ·
1908: Tim Ahearne ·
1912: Gustaf Lindblom ·
1920: Vilho Tuulos ·
1924: Nick Winter ·
1928: Mikio Oda ·
1932: Chuhei Nambu ·
1936: Naoto Tajima ·
1948: Arne Åhman ·
1952: Adhemar da Silva ·
1956: Adhemar da Silva ·
1960: Józef Szmidt ·
1964: Józef Szmidt ·
1968: Viktor Sanjejev ·
1972: Viktor Sanjejev ·
1976: Viktor Sanjejev ·
1980: Jaak Uudmäe ·
1984: Al Joyner ·
1988: Christo Markov ·
1992: Mike Conley ·
1996: Kenny Harrison ·
2000: Jonathan Edwards ·
2004: Christian Olsson ·
2008: Nelson Évora ·
2012: Christian Taylor ·
2016: Christian Taylor ·
2020: Pedro Pablo Pichardo ·
2024: Jordan Díaz
1983 Zdzisław Hoffmann ·
1987 Christo Markov ·
1991 Kenny Harrison ·
1993 Mike Conley ·
1995 Jonathan Edwards ·
1997 Yoelbi Quesada ·
1999 Charles Friedek ·
2001 Jonathan Edwards ·
2003 Christian Olsson ·
2005 Walter Davis ·
2007 Nelson Évora ·
2009 Phillips Idowu ·
2011 Christian Taylor ·
2013 Teddy Tamgho ·
2015 Christian Taylor ·
2017 Christian Taylor ·
2019 Christian Taylor ·
2022 Pedro Pablo Pichardo ·
2023 Hugues Fabrice Zango
- World Athletics: 14189134
- Library of Congress Control Number: nb99149949
- Nationale Bibliotheek van Letland: 000351188
- Nationale Bibliotheek van Polen: a0000003434614
- Virtual International Authority File: 48727263
- WorldCat: E39PBJpv4bpgMW3XxJpc3cJYyd